# Kerstin Hesselgren

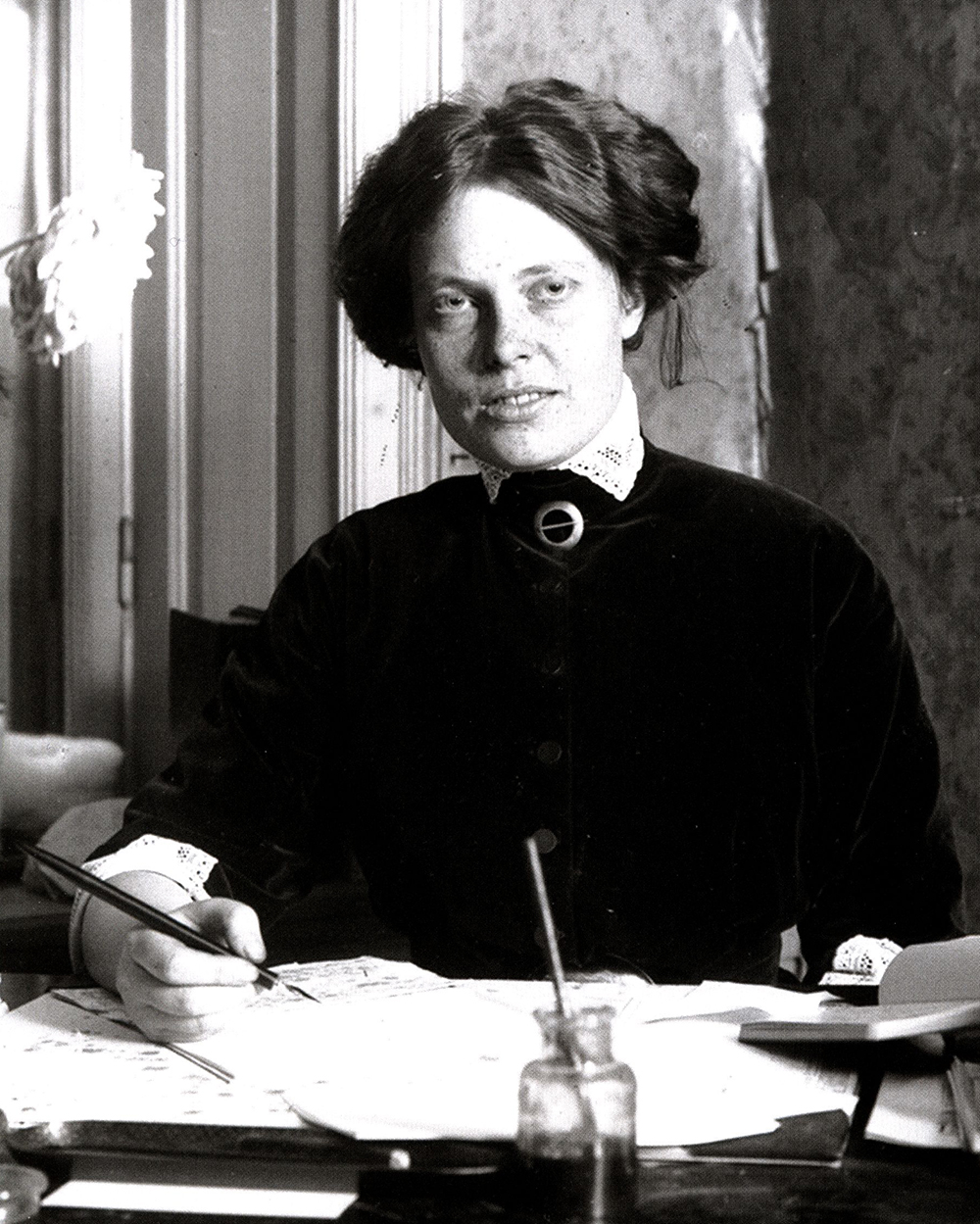
Kerstin Hesselgren (1925)

Kerstin Hesselgren (* 4. Januar 1872 in Hofors; † 19. August 1962 in Kungsholm) war eine schwedische liberale Politikerin und Frauenrechtlerin und eine der ersten fünf Frauen im Schwedischen Reichstag.

## Biographie
Hesselgren wurde am 4. Januar 1872 in Hofors als Tochter des Arztes Gustaf Alfred Hesselgren und seiner Frau Maria Margareta Wærn geboren.
Sie wurde zunächst zu Hause von einer Gouvernante unterrichtet und besuchte dann eine Mädchenschule in der Schweiz. 1895 erwarb sie ein Sanitätsdiplom in Uppsala; 1896 absolvierte sie eine Lehrerausbildung in Stockholm; 1905 wurde sie Sanitätsinspektorin am Bedford College in London.
Von 1912 bis 1934 arbeitete Hesselgren in Stockholm als Sanitärinspektorin und von 1909 bis 1934 als Schulkücheninspektorin. Von 1906 bis 1913 war sie Präsidentin des schwedischen Lehrervebands und von 1913 bis 1934 Geschäftsführerin der Arbeitsschutzinspektion für Frauen. Im Jahr 1918 wurde sie mit der Illis-Quorum-Medaille ausgezeichnet.

### Politische Aktivität
Im Jahr 1921 war sie neben Nelly Thüring, Agda Östlund, Bertha Wellin und Elisabeth Tamm eine der ersten fünf Frauen, welche nach Einführung des allgemeinen Frauenwahlrechts in das schwedische Parlament gewählt wurden.
Sie gehörte zunächst dem Oberhaus an und vertrat dort von 1922 bis 1926 den Bezirk Göteborg sowie von 1927 bis 1934 den Bezirk Örebro. Im Unterhaus repräsentierte sie von 1937 bis 1944 den Bezirk Stockholm. Von 1939 bis 1944 war sie fernerhin Vorsitzende des zweiten Rechtsausschusses des Reichstags und damit die erste Frau, die einem Ausschuss des schwedischen Parlaments vorstand.
Hesselgren war von 1922 bis 1923 Mitglied der Liberalen. Von 1923 bis 1937 agierte sie als unabhängige Politikerin und von 1938 bis 1944 als Mitglied der Folkpartiet.
Auf internationaler Ebene nahm sie als schwedische Delegierte und Expertin an den Konferenzen der Internationalen Arbeitsorganisation in den Jahren 1933–1935, 1937 und 1938 teil.
Des Weiteren war sie Vorsitzende des Vereins Frisinnade kvinnor (schwedisch Liberale Frauen) und in dieser Funktion eine der Gründerinnen der Bürgerschule für Frauen in Fogelstad (Kvinnliga medborgarskolan vid Fogelstad).
Sie starb am 19. August 1962 unverheiratet und kinderlos in Stockholm.
Die Universität Göteborg hat zu Ehren von Kerstin Hesselgren eine Gastprofessur eingerichtet, die an herausragende Forscherinnen in den Sozial- und Geisteswissenschaften vergeben wird.